# Kojšov
Kojšov je obec na Slovensku v okrese Gelnica. V obci žije 690 obyvatel.

## Poloha
Obec Kojšov patří do okresu Gelnica, který se nachází na východním Slovensku v Košickém kraji. Je obklopen třemi okresy Košického kraje (Spišská Nová Ves na severozápadě, Rožňava na jihozápadě a Košice-okolí na jihovýchodě) a jedním okresem Prešovského kraje (Prešov na severovýchodě).

## Vodní toky
Obec Kojšov leží v dolní části údolí Kojšovského potoka v nadmořské výšce 425–614 m. Kojšovský potok tvoří přirozenou osu obce, přičemž větší část intravilánu leží na jeho levém břehu. Nejnižší bod katastru je kolem 420 m n. m., nejvyšší bod představuje vrchol Kojšovská hoľa (1246 m n. m.).

## Dějiny
Obec Kojšov vznikla pravděpodobně koncem 13. století na území Jekelfalussyů. Podle dostupných historických pramenů se poprvé připomíná v roce 1368 a pak až o sto let později, když připadla panství Spišského hradu. Spolu s ním se dostala pod zeměpanské pravomoci Zápolských, později Turzů. Název obce je odvozen nejpravděpodobněji od osobního jména lokátora obce Koyš, které vzniklo ze zkrácené domácké podoby slovanského složeného osobního jména Kojislav.
Ze středověkých zápisů názvu obce Kojšov lze uvést tři názvy a to Koyš z roku 1368, jeho maďarskou podobu Koysfalva (Kojšovská vesnice) z roku 1375 a konečně i dnešní podobu Kojschov z roku 1565, zachycenou německou grafikou. Důležité je poznamenat, že obec byla dosídlována v 15. a 16. století v rámci valašské kolonizace, která postupovala z východu. Noví pastevečtí kolonisté tak vtiskli obci svůj nový národopisný ráz, který se dosud zračí v řeči, zvycích, náboženství, jakož i v povahových rysech obyvatelstva.
Zaměstnání obyvatelstva bylo předurčeno přírodními podmínkami. Původní obyvatelé obce se zabývali zemědělstvím, zejména chovem ovcí a skotu. Tehdejší bohaté lesy poskytovaly možnost práce v nich při těžbě a zpracování dřeva. Později se zde pálilo dřevěné uhlí pro železné hamry, které upravovaly vytěžené rudy z Kojšovských dolů. V roce 1565 se Kojšov počítal mezi hornické obce. Hlavním zaměstnáním obyvatel vedle chovu ovcí bylo dřevorubectví a tesařství, později hornictví. V okolí obce se těžila železná, měděná a stříbrná ruda.
Zruční obyvatelé vyráběli dlabané nádobí – koryta, misky, lžíce, naběračky a další, pro vesnický život potřebné výrobky. Ženy se věnovaly tkaní plátna, koberců a sukna. Zručnost žen potvrzují uchované překrásné výšivky na tradičních kojšovských ženských, dívčích a mužských krojích, které si zachovaly dodnes svoji autenticitu a kterými se v současnosti pyšní členové dvou vesnických folklorních skupin.
Charakteristiku života obce v minulosti odráží i ojedinělý obecní znak, jehož atributy jsou překřížené břevno a pila – symbol těžby a zpracování dřeva, tři čtyřlisté růže – symboly hornictví a okřídlená hlava anděla symbolizujícího ochranu před zlem a neštěstím.
Za první republiky se pracovní zaměření obyvatel této obce částečně změnilo. Obyvatelé se začali intenzivněji věnovat hlavně výrobě v oblasti zemědělské a v oblasti lesního hospodářství.
V průběhu období SNP v místních lesích probíhaly nelehké boje. Do tohoto národně zápasu se zapojili i obyvatelé obce nejen intenzivní podporou partyzánských skupin působících v okolí ale i svou osobní účastí.
Tradiční výroba přetrvala až do poloviny 20. století.

## Pamětihodnosti
- řeckokatolický chrám (Cerkev) sv. Petra a Pavla z roku 1809, jehož výzdobu tvoří dřevěný polychromovaný ikonostas neorokokového stylu.

## Kultura

### Kroje
V interiéru tradičního kojšovského kamenného domu na ploše 50 m2 je instalována stálá výstava 15 kompletních krojů v reálné velikosti. Jsou zde vystaveny sváteční a pracovní mužské, ženské a dětské kroje z obce Kojšov ze začátku 20. stol. Výstavu dotváří množství tradičních pracovních nástrojů a doplňků do domácnosti.

### Hudba

#### Folklorní skupina Kojšovan
Rázovitá obec Kojšov od nepaměti uchovává zvyky a obyčeje svých předků. Kolorit vesnice doplňují tradice a zvyky, kterým nechyběla pěkná píseň při práci i mnoho lidových projevů při různých společenských příležitostech během celého roku. FS Kojšovan vznikla v roce 1958 a působí při Obecním úřadě Kojšov.

#### Folklorní skupina Jedlinka
Folklorní skupina Jedlinka byla založena v roce 1997. Během let 1997–2002 působila pod názvem Dětský folklorní soubor Jedlinka. U příležitosti pátých narozenin v roce 2002 se přejmenovala na folklórní skupinu Jedlinka.
V současnosti skupina pracuje pod občanským sdružením Sdružení ULIJANA z Kojšova.

#### Lidová hudba KOJŠOVJAN z Kojšova
Lidová hudba KOJŠOVJAN byla založena v roce 2003 při folklórním skupině Jedlinka. Lidová hudba KOJŠOVJAN od roku 2004 rovněž působí při občanském sdružení Sdružení ULIJANA z Kojšova.

## Doprava

### Silniční doprava
Obec Kojšov je dopravně zpřístupněna prostřednictvím státní silnice III/54714, která se ve Veľkém Folkmaru napojuje na státní silnici II/547.

## Osobnosti
- Juraj Jakubisko (1938–2023), režisér, scenárista, kameraman